# ماري رايت
ماري رايت (بالإنجليزية: Marie Wright)‏ هي ممثلة بريطانية (وحملت سابقاً جنسية المملكة المتحدة لبريطانيا العظمى وأيرلندا)، ولدت في 1862، وتوفيت في 1 مايو 1949.

## وصلات خارجية
- ماري رايت على موقع IMDb (الإنجليزية)
- ماري رايت على موقع ألو سيني (الفرنسية)
- ماري رايت على موقع أول موفي (الإنجليزية)
- ماري رايت على موقع قاعدة بيانات الأفلام السويدية (السويدية)
- ماري رايت على موقع قاعدة بيانات الفيلم (الإنجليزية)
- ماري رايت على موقع كينوبويسك (الروسية)